# Pseudonupserha
Pseudonupserha es un género de escarabajos longicornios de la subfamilia Lamiinae. Fue descrito por Per Olof Christopher Aurivillius en 1914.

## Especies
- Pseudonupserha congoensis Breuning, 1950
- Pseudonupserha flavipennis Breuning, 1967
- Pseudonupserha mediovittata Breuning, 1950
- Pseudonupserha neavei Aurivillius, 1914
- Pseudonupserha wittei Breuning, 1953